# Sauce piquante
 (novembre 2024).
La mise en forme du texte ne suit pas les recommandations de Wikipédia : il faut le « wikifier ».
Les points d'amélioration suivants sont les cas les plus fréquents. Le détail des points à revoir est peut-être précisé sur la page de discussion.
- Les titres sont pré-formatés par le logiciel. Ils ne sont ni en capitales, ni en gras.
- Le texte ne doit pas être écrit en capitales (les noms de famille non plus), ni en gras, ni en italique, ni en « petit »…
- Le gras n'est utilisé que pour surligner le titre de l'article dans l'introduction, une seule fois.
- L'italique est rarement utilisé : mots en langue étrangère, titres d'œuvres, noms de bateaux, etc.
- Les citations ne sont pas en italique mais en corps de texte normal. Elles sont entourées par des guillemets français : « et ».
- Les listes à puces sont à éviter, des paragraphes rédigés étant largement préférés. Les tableaux sont à réserver à la présentation de données structurées (résultats, etc.).
- Les appels de note de bas de page (petits chiffres en exposant, introduits par l'outil «  Source ») sont à placer entre la fin de phrase et le point final[comme ça].
- Les liens internes (vers d'autres articles de Wikipédia) sont à choisir avec parcimonie. Créez des liens vers des articles approfondissant le sujet. Les termes génériques sans rapport avec le sujet sont à éviter, ainsi que les répétitions de liens vers un même terme.
- Les liens externes sont à placer uniquement dans une section « Liens externes », à la fin de l'article. Ces liens sont à choisir avec parcimonie suivant les règles définies. Si un lien sert de source à l'article, son insertion dans le texte est à faire par les notes de bas de page.
- La présentation des références doit suivre les conventions bibliographiques. Il est recommandé d'utiliser les modèles {{Ouvrage}}, {{Chapitre}}, {{Article}}, {{Lien web}} et/ou {{Bibliographie}}. Le mode d'édition visuel peut mettre en forme automatiquement les références.
- Insérer une infobox (cadre d'informations à droite) n'est pas obligatoire pour parachever la mise en page.

Pour une aide détaillée, merci de consulter Aide:Wikification.
Si vous pensez que ces points ont été résolus, vous pouvez retirer ce bandeau et améliorer la mise en forme d'un autre article.
Pour le film, voir Sauce piquante (film).
La sauce piquante est au sens strict une sauce à base d'échalote, de vinaigre, facultativement de moutarde et de vin blanc, condimentée de cornichons et de fines herbes hachés servie froide,,. Une sauce piquante est plus généralement une sauce relevée, qui pique la langue, stimule l'intérêt d'un plat fade (par exemple, le pissalat est une sauce piquante),,. En ce sens, depuis l'arrivée en Europe (autour de 2010) des sauces fortement pimentées américaines et asiatiques, l'expression « sauce piquante » est aussi utilisée pour les désigner.
« Sauce piquant » est, en cajun, un ragout traditionnel à base de tomate, ail, piment (poisson chat ou alligator sauce piquant),,.

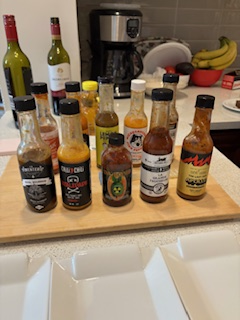
Sauces piquantes de l'émission de divertissement Hot Ones.

En terme figuré, une remarque ou une personne « sauce piquante » évoque un trait d'esprit gai ou amer.

## La sauce piquante

### Dénomination
L'anglais hot sauce, spicy sauce, chili sauce, l'allemand Pikanter Sauce, pikante Sosse, l'espagnol Salsa picante, salsa cruda ou pico de gallo le portugais salsa picante (ou piripiri) désignent des sauces pimentées et ne traduisent pas la sauce piquante moutardée, vinaigrée et aux cornichons. Ces hot sauces, chili, pili-pili sont des sauces brulantes (hot pepper). L'ancienne traduction anglaise sharp sauce est devenue inusuelle, piquant sauce existe mais avec une recette sans vinaigre ni cornichons ou moutarde,,,,.
Dans ce contexte, en français contemporain, la sauce piquante en est venue à nommer également les sauces fortes pimentées.

### Histoire
Le terme apparait dans les dictionnaires au XVIIe siècle. Il s'agit une sauce relevée « destinée à combattre le gout fade », son nom provient de piquer, le saupiquet (1694) est « un ragout qui pique et éveille l'appétit »,;Guy Miège (1677) le traduit littéralement dans l'anglais sharp sauce. Le côté piquant peut être donné par le vinaigre et le gingembre dans le saupiquet de Taillevent (1486), par l'ail (la sauce à l'ail ou aillie est une sauce piquante - 1720) ou l'oignon,,. Le XVIIIe siècle donne les premières recettes.
En 1739, le Nouveau yraité de la cuisine donne trois recettes : la sauce piquante (oignon, ail, ciboule, vinaigre, etc.), la sauce piquante autre façon (vin blanc, ail, échalote, estragon, etc.. et la sauce piquante verte (herbes aromatiques, moutarde et vinaigre).
En 1749], Menon indique une sauce piquante maigre (à base de cuisson de poisson, vinaigre) et une sauce piquante à l'italienne (vin blanc, fond de veau, demi-citron en tranches), puis en 1755 dans Les Souper de cour une synthèse (vin blanc et vinaigre) acidulée au citron avec estragon et coriandre,,. En 1758, la sauce piquante de François Marin (Les dons de Comus) est d'une grande simplicité : oignon, sel poivre, 2 verres de vinaigre et 1 d'eau, bouillir 4 minutes et servez. À la fin du siècle (1790) la gamme des condiments piquant est large : verjus, vinaigre câpres et avec Jourdan le Cointe nait la sauce piquante au cornichons qui aura un grand avenir,.
Au XIXe siècle le piment apparait dans la sauce piquante toujours vinaigrés mais sans ail chez Traimbault (1809), puis Viard avec la même recette (1822, 1825), Cousin d'Avallon et jusqu'à la fin du siècle,,. Le même Viard y ajoute des cornichons dans sa langue de bœuf.  
Auguste Escoffier, en 1912, fixe la recette canonique : « Réduire de moitié 3 dl de vin blanc et autant de bon vinaigre, 2 cuillerées et demie d'échalotes hachées, 6 dl de sauce espagnole et cuire pendant 10 min en dépouillant. Compléter, hors du feu, avec 2 cuillerées de cornichons, persil, cerfeuil et estragon hachés». »

### La sauce piquante et les autres sauces relevées
La sauce rémoulade est une sauce piquante aux cornichons avec moutarde émulsionnée avec un œuf. La sauce gribiche est émulsionnée à partir de jaune d'œuf dur et de moutarde, condimentée comme la piquante et on y ajoute les blancs cuits coupés en cube.  La sauce tartare est une rémoulade sans moutarde. La sauce ravigote est une vinaigrette aux câpres, persil, cerfeuil, estragon et oignons hachés. La sauce charcutière est une sauce piquante qui contient de la moutarde et peut contenir de la sauce tomate. La sauce aux cornichons est selon les sources faite à base de bouillon lié et cornichons ou une sauce piquante aux cornichons,. 
La sauce hachée (réduction de vinaigrette à l'échalote) contient de la sauce tomate. 

### Usage de la sauce piquante
Elle accompagne la viande de porc comme la sauce charcutière, le bœuf bouilli et les émincés de viandes de boucherie. 

## Les sauces pimentées

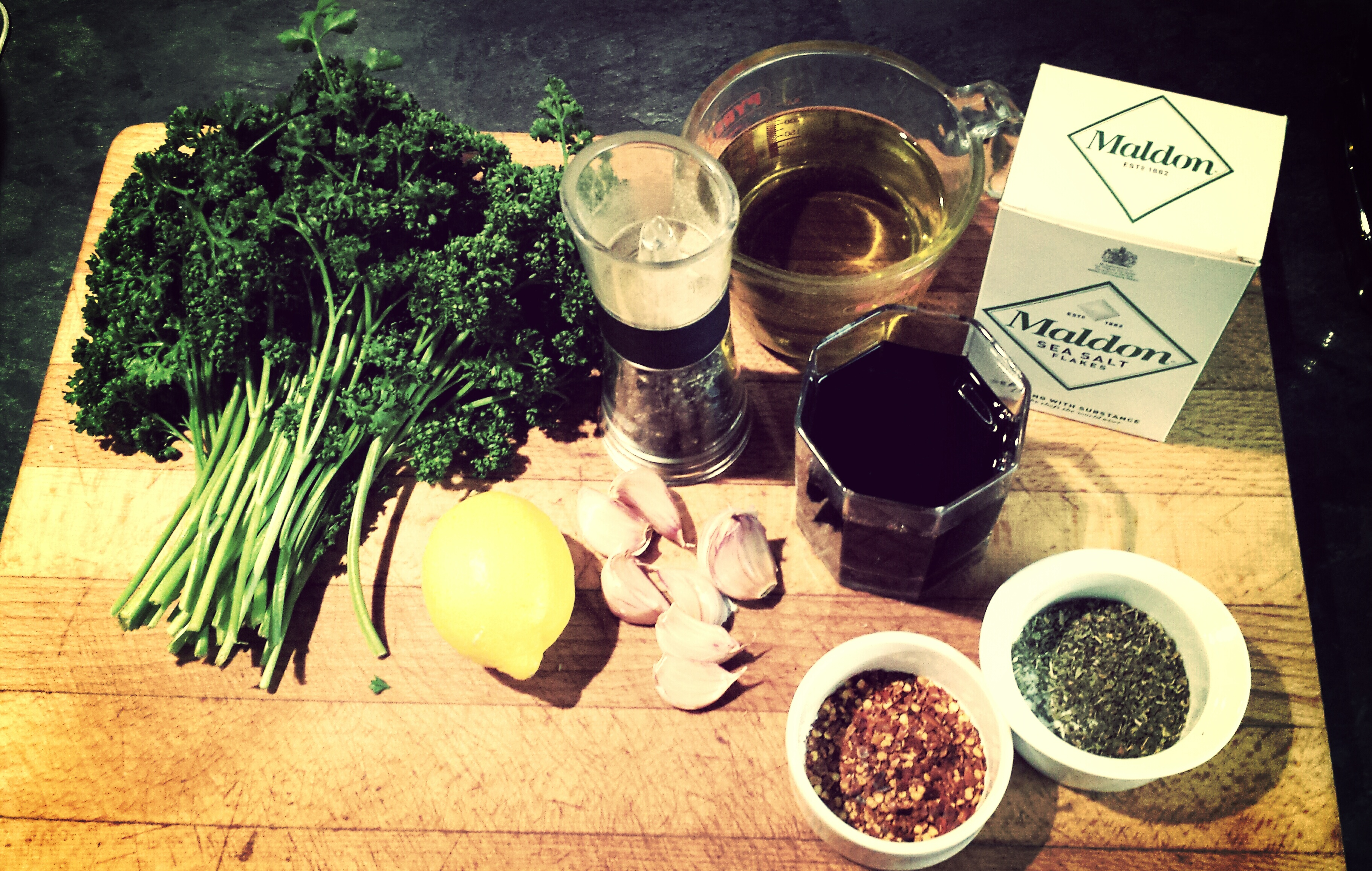
ingrédients du chimichurri vert.

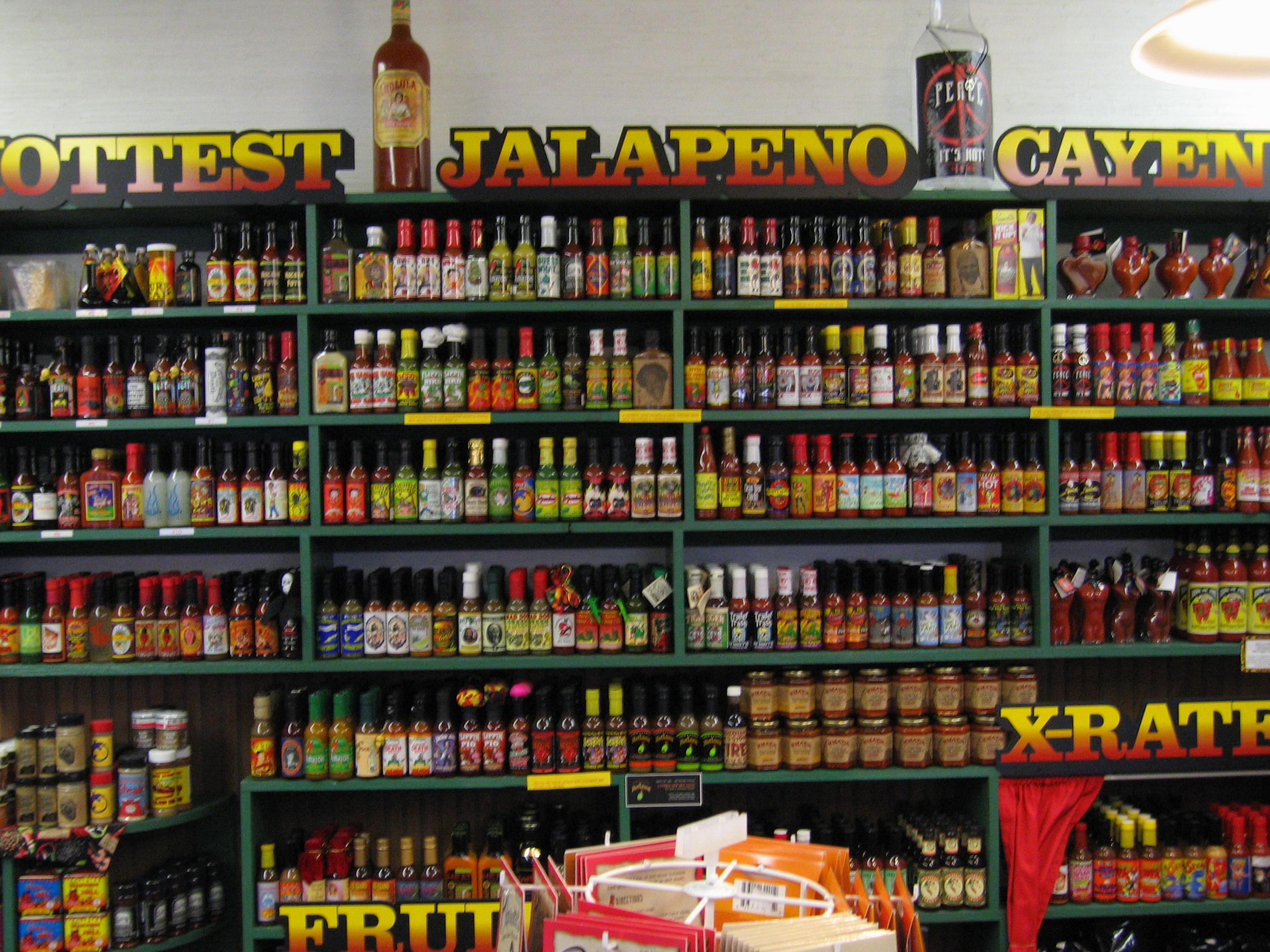
Il existe des centaines de sauces pimentées.

### Histoire
La sauce au piment, sauce pimentée, pimentade, est aussi appelée sauce belle-mère. Exotique et relevant d'un univers gustatif étranger, dangereuse, bonne à masquer un mauvais plat, elle apparait dans la littérature francophone en 1835, avec le début de la colonisation: M. Tang rapporte à propos des esclaves de la Guadeloupe que les plaies de suppliciés étaient frottées de sauce pimentée, en Abyssinie on y trempe le gâteau de pain (1841),,,. À propos du chiro abyssinien, Achille Raffray écrit (1876) «se bruler la langue avec une sauce pimentée, c'est terrible».
La sauce est mieux connue avec les descriptions du Maghreb : « Les plats sont des poulets rôtis, des poissons grillés ou frits, des fèves au piment, et l'inévitable couscoussou ; c'est ce qu'il y a de meilleur si l'on n'y met pas trop de sauce pimentée (cherba, aussi mergha), heureusement servie à part,. »
Dès cette époque, pimenter une sauce a un sens figuré (pimenter une sauce de railleries, texte farci de malveillances),. 
La sauce pimentée ne sortira jamais aux yeux de la gastronomie française de son statut exotique, voir dangereux, Joel Robuchon sera le premier (2015) à utiliser le tabasco comme condiment, en toute petite quantité,.

### Principales sauces pimentées

#### Sauces américaines
La sauce chili apparaît dans les textes français en 1932 dans la traduction d'un roman américain[Lequel ?], le personnage (Santoyo) redevient mexicain en demandant de la sauce chili sur son poulet. C’est  une sauce très épicée dont la sensation piquante est causée par diverses substances, dont la capsaïcine et la pipérine issues des piments et l'allicine présente dans l'ail et l'oignon cru. Ces substances activent la sensation d'acidité et de chaleur dans le canal ionique sur les nocicepteurs (voir pseudo-chaleur).
La sauce Louisiane est la plus populaire aux États-Unis. Elle est connue sous le nom de Louisiana-style hot sauce et contient des piments, notamment les populaires Tabasco et piment de Cayenne, du vinaigre et de l'eau. Occasionnellement, on peut y trouver d'autres ingrédients, par exemple du sel ou de la gomme de xanthane. La sauce Tabasco, la sauce Texas Pete et la Frank's Red Hot sont des exemples typiques de ce style de sauce piquante. Le Tabasco ou sauce au piment tabasco, d'après le nom de l'état mexicain de Tabasco est une sauce pimentée de marque déposée, promue par une entreprise américaine. 
Il existe aussi le chimichurri argentin.

#### Saucesasiatiques
La sauce sriracha, du nom de ville de Si Racha en Thaïlande, est faite avec des piments frais (odeur incommodante pour les voisins de l'usine). Elle est commercialisée avec succès aux États-Unis par les distributeurs de Tabasco.
Le sambal contient généralement plus d'ingrédients que son équivalent de Louisiane ou du Mexique. Elle est également plus douce et faite à base d'ail.

#### Sauces européennes
La rouille provençale est une sauce à base d'ail et d'huile d'olive (éventuellement relevée de moutarde), de jus de citron, de safran, de paprika et parfois de piment.

#### Sauces africaines
Les Portugais ont diffusé le piment fort à travers le monde sous le nom de piri-piri, le pili-pili est un piment rouge africain, base de la sauce éponyme indispensable à la cuisine africaine,.
La harissa, parfois nommée sauce harissa, est un condiment fait d'épices (carvi, ail, etc.) broyées avec du piment.